# Onészikritosz
Onészikritosz (I. e. 4. század) görög cinikus filozófus, történetíró.
Asztüpaleiából vagy Éjinából származott, Szinópéi Diogenész tanítványa volt. Elkísérte Nagy Sándort ázsiai hadjáratába, ahol a hadvezér követként a gümnoszofistákhoz (indiai brahmanok) küldte, valamint megbízta az indiai tengerpart feltérképezésével. Terjedelmes munkát írt Nagy Sándor tetteiről, amelynek történeti értéke a túláradó dicséretek miatt alacsony. A műnek csupán töredékei maradtak fenn.